# چوی چیس
چوی چیس (انگلیسی: Chevy Chase؛ زادهٔ ۸ اکتبر ۱۹۴۳) یک هنرپیشه اهل ایالات متحده آمریکا است.

## فیلم‌شناسی
فهرست برخی از فیلم‌هایی که چوی چیس در آنها به ایفای نقش پرداخته‌است:
- پادوی گلف
- خاطرات مردی نامرئی
- قهرمان
- آخرین حرکت قهرمان
- اورنج کانتی (فیلم)
- قبل از اینکه بخوابم
- دلباخته
- جکوزی ماشین زمان ۲
- تعطیلات
- اجتماع (مجموعه تلویزیونی)
- فلچ (۱۹۸۵)
- سه رفیق
- الی پارکر
- تعطیلات نشنال لمپون
- جکوزی ماشین زمان
- خونسرد باش
- هیچ‌چیز به‌جز دردسر
- بسیار عالی آقای داندی
- حقه‌بازی
- مثل روزهای قدیم
- روز برفی
- زیر رنگین‌کمان
- اوه! سگ بهشتی